# Smail Chergui

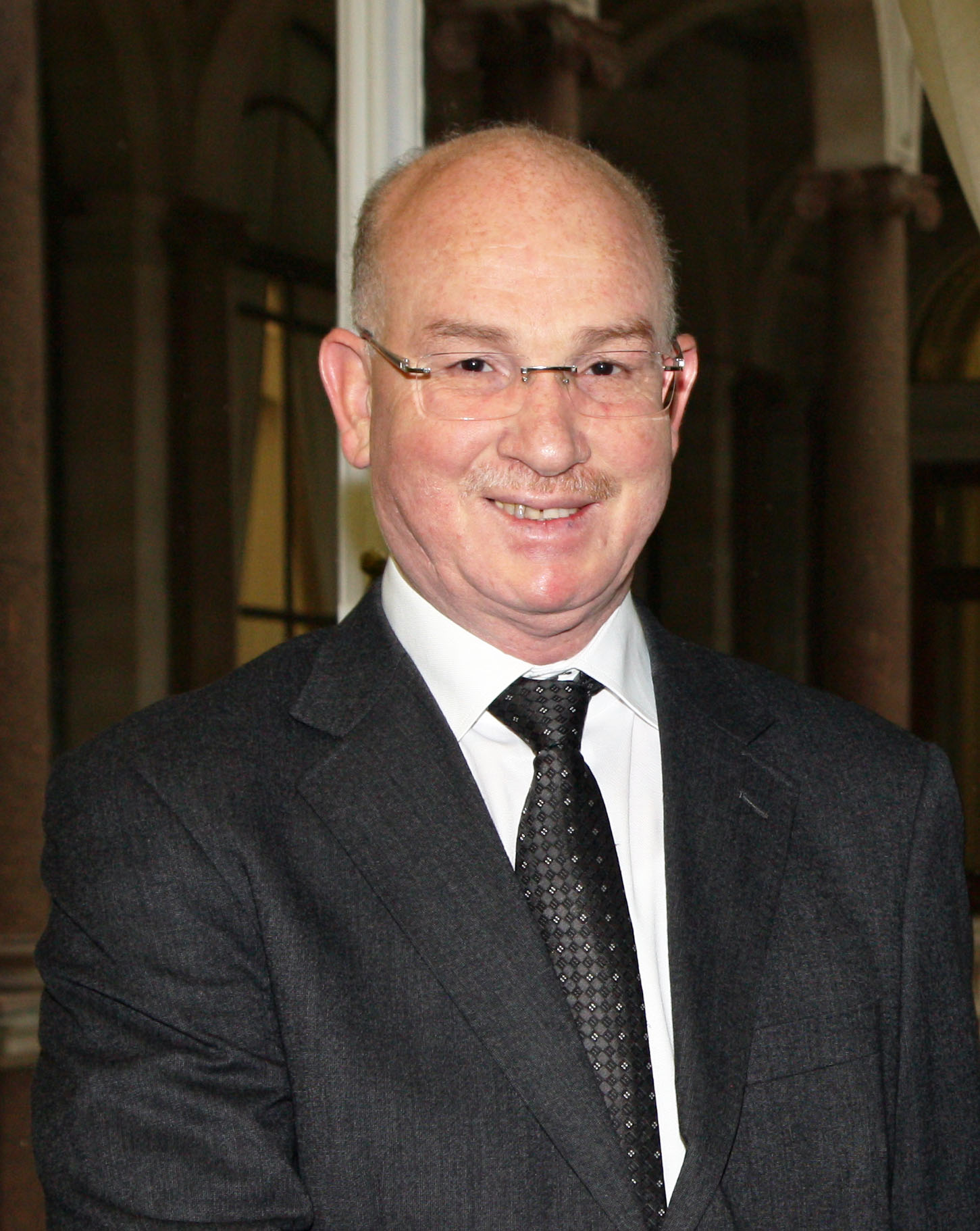
Smail Chergui (2014)

Smail Chergui (arabisch إسماعيل شرقي, DMG Ismāʿīl Šarqī; * 4. September 1956) ist ein algerischer Diplomat. Aktuell ist er als Kommissar für Frieden und Sicherheit Mitglied in der zehnköpfigen Kommission der Afrikanischen Union.

## Karriere
Chergui startete seine diplomatische Laufbahn im Jahr 1980, als er begann, für das algerische Außenministerium zu arbeiten. Zunächst arbeitete er in der algerischen Botschaft in Marokko, dann wechselte er in die Presseabteilung des Außenministeriums und anschließend wurde er Vorsitzender der Kanzlei des Außenministers. Von 1997 bis 2004 wurde Chergui als bevollmächtigter Sonderbotschafter Algeriens für Äthiopien, Eritrea und Dschibuti eingesetzt. In dieser Rolle arbeitete er an der Ausarbeitung des im Jahr 2000 unterzeichneten Abkommens von Algier mit, das einen Waffenstillstand zwischen Äthiopien und Eritrea beinhaltete. Parallel war Chergui bereits als algerischer Botschafter bei der Afrikanischen Union und der Vorgängerorganisation Organisation für Afrikanische Einheit tätig. Nach der Beendigung seiner Aufgabe als Sonderbotschafter wechselte Chergui ins algerische Generalkonsulat in Genf, ehe er 2008 algerischer Botschafter in Russland wurde. Für sein Engagement zur Stärkung der algerisch-russischen Beziehungen  und für die Unterstützung des Islams in Russland erhielt er den Al-Fakhr-Orden, eine Auszeichnung des russischen Mufti-Rats.

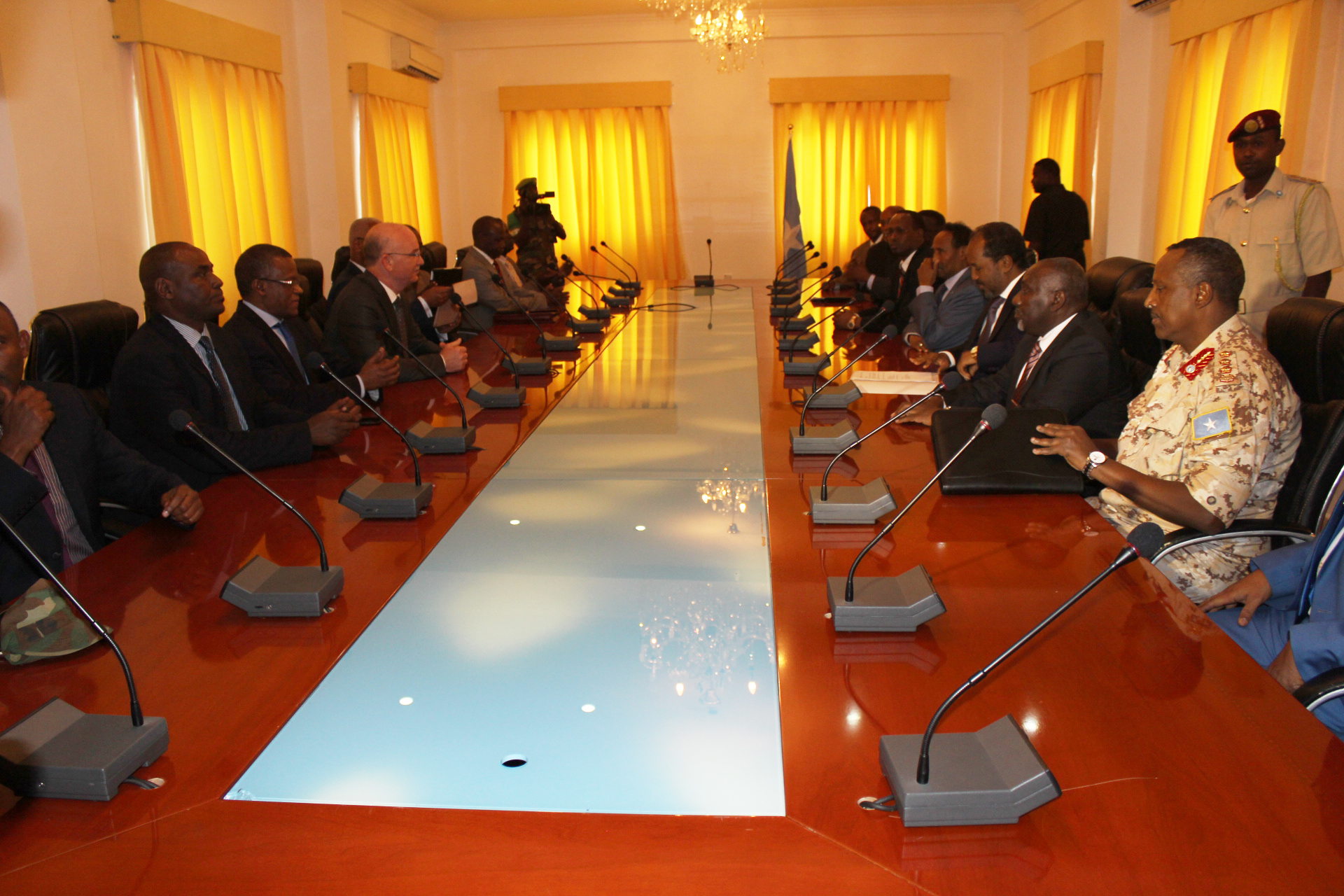
Chergui bei einem Treffen mit dem damaligen somalischen Präsidenten Hassan Sheikh Mohamud (2015)

Am 12. Oktober 2013 wurde Smail Chergui als Nachfolger von Ramtane Lamamra für das Amt des Kommissars für Frieden und Sicherheit der Afrikanischen Union vereidigt, im Januar 2017 konnte er sich in einer Abstimmung gegen die nigerianische Mitbewerberin Fatima Kyari Mohammed durchsetzen und damit eine zweite, vierjährige Amtszeit angehen.  Ein inhaltlicher Schwerpunkt seiner diplomatischen Arbeit ist die Bekämpfung des Terrorismus, insbesondere in der Sahelzone. Er kündigte umfassende Maßnahmen seitens der AU an, um den expandierenden Terrorismus zu bekämpfen, kritisierte aber auch die mangelnde Ausrüstung der Truppen der G5-Sahel. Das Engagement gegen Terrorgruppen wie Boko Haram stand auch im Zentrum eines Treffens Cherguis mit der EU-Außenbeauftragten Mogherini im November 2017. Außerdem wurde dort die Situation in Somalia und die dortige Mission der Afrikanischen Union thematisiert, bei der zuvor sechs burundischen Soldaten getötet worden waren.  Um dieser Soldaten zu gedenken war Chergui bereits im Januar 2017 in die burundische Hauptstadt Bujumbura gereist. Im Rahmen der 70. Generalversammlung der Vereinten Nationen im Oktober 2015 traf Chergui mit dem damaligen deutschen Außenminister Frank-Walter Steinmeier zusammen. Im Zentrum der Gespräche stand die Bekämpfung des Handels mit sogenannten Small Arms and Light Weapons in Nordafrika und der Sahelzone. Im April 2016 nahm Chergui an einem sogenannten Core Group Meeting der Münchener Sicherheitskonferenz in Addis Abeba teil.